# Henrik Klasson Horn

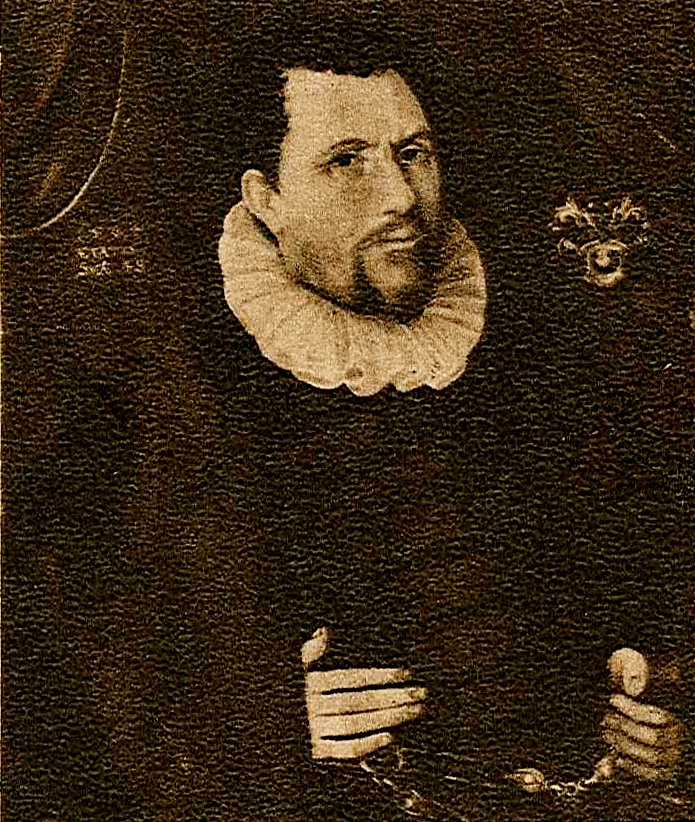
Henrik Klasson Horn

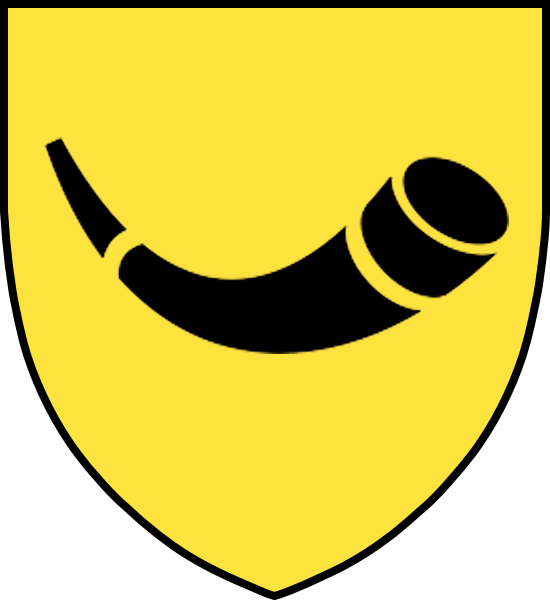
Wappen derer Horn af Kanckas

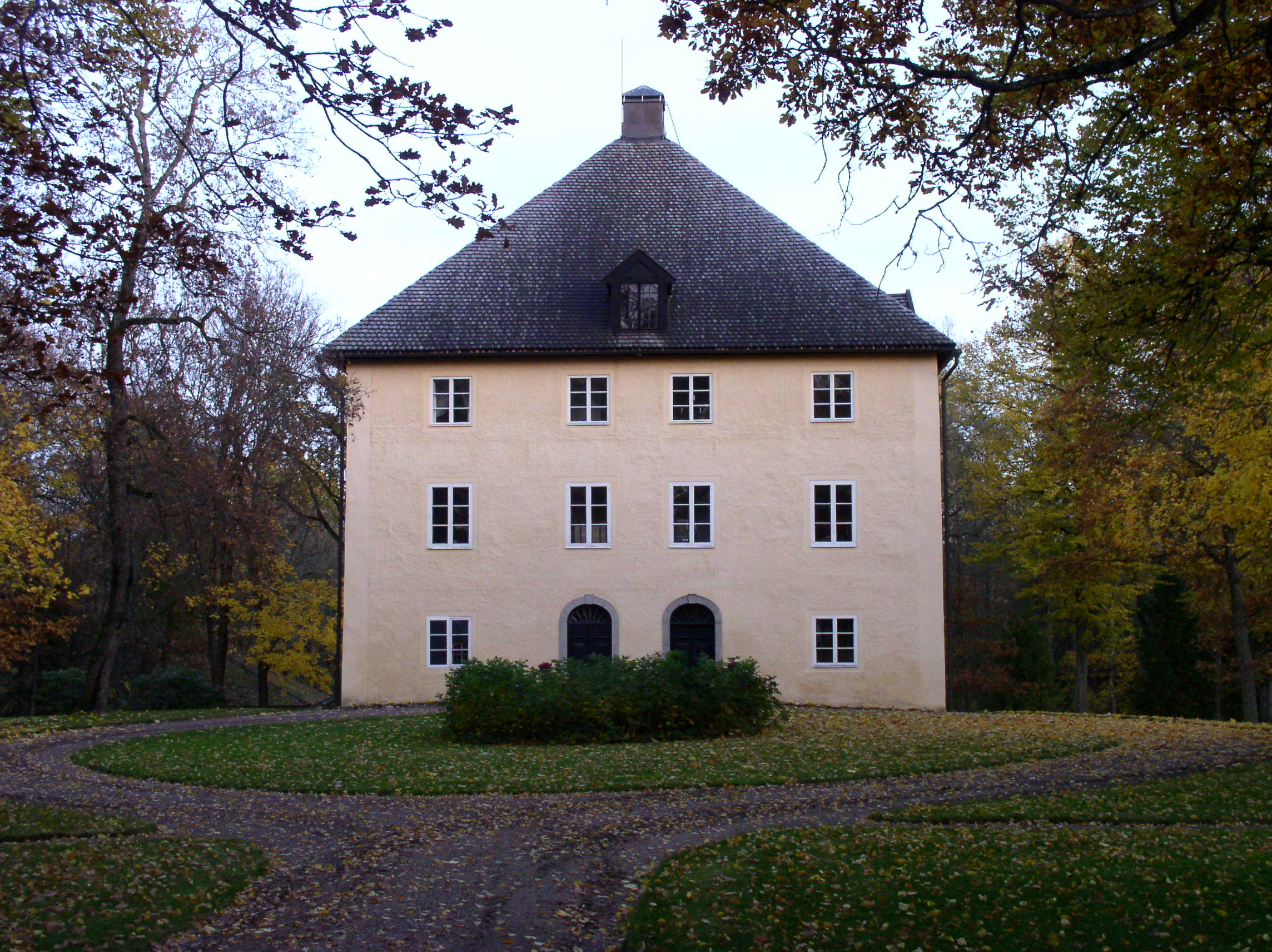
Schloss Kankainen

Henrik Klasson Horn (finnisch Henrik Klaunpoika Horn; * 1512; † 21. Juni 1595) war ein schwedischer Militär und Staatsmann.

## Leben

### Herkunft und Familie
Henrik war Angehöriger des finnisch-schwedischen Adelsgeschlechts Horn af Kanckas. Er war ein Sohn des schwedischen Staatsmannes Klas Henriksson Horn († vor 1524) und der Kristina Jakobsdotter († nach 1530). Er vermählte sich mit Elin Arvidsdotter Stålarm († 1577). Aus der Ehe gingen neun Kinder hervor, darunter der schwedische Feldmarschall Carl Henriksson Horn (1550–1601) und die Tochter Kerstin, vermählt mit Claes Åkesson Tott († 1596).

### Werdegang
Horn war Erbherr auf Kanckas mit Schloss Kankainen und Haapaniemi in Masku. 1531 wurde er zuerst in einer Beamtenstellung genannt und war 1534 Höfling bei Gustav I. Wasa. Von 1539 bis 1542 war er Kammerrat 1539–1542. Als Gouverneur des Stockholmer Schlosses wurde 1540 mit Steuerangelegenheiten in Finnland beauftragt. Bereits hier setzte er sich für die Abmilderung der Lasten, welche die einfachen Leute gegenüber der Krone und dem Adel zu tragen hatten. Er war 1539 und erneut 1573  Bezirksrichter (schwedisch häradshövding) in Masku. In den Jahren 1542 und 1543 war er durch den König mit Missionen in Deutschland und Dänemark betraut. 1545 noch Schiffskapitän war er von 1546 bis 1554 bereits Hauptmann (schwedisch hövidsman) über die Ritter und im Allgemeinen der Treuhänder des Königs in militärischen Angelegenheiten in Finnland. 1549 wurde er zum Lagman in Südfinnland ernannt was er bis 1561 blieb. Gemeinsam mit seinem Neffen Claes Kristersson Horn erhielt er 1554 das Kommando über das schwedische Kriegsvolk in Finnland. Über eine Expedition gegen Nöteborg 1555 hatte er den Oberbefehl inne. Nachdem dem König 1556 seine Steuereinnahmen in Finnland zu gering erschienen, fiel er kurzzeitig in Ungnade und wurde an die Ostgrenze geschickt, um dort schwedische Interessen zu wahren. 1558 gehörte er zu den Unterhändlern für die Übergabe Revals an Herzog Johann. Horn war Admiral der finnischen Marine und 1560 Oberbefehlshaber in Nordfinnland. Am Tag der Krönung König Eriks erhielt er den Ritterschlag. Er begleitete Herzog Johann 1562 zu dessen Hochzeit nach Polen, fiel aber von ihm ab und war auf dem Reichstag im Juni 1563 einer der Hauptbelastungszeugen gegen ihn. Horn gehörte auch zu den Kommandeuren der Belagerungsarmee die den Herzog 1563 in Åbo schließlich zur Aufgabe zwangen. Ebenfalls 1563 wurde Horn Feldoberst in Livland. Ihm wurden dann einige estländische Güter doniert und 1562 sowie erneut von 1565 bis 1568 war er Gouverneur in Reval und Estland. 1566 ernannte ihn der König zum Oberst für die Kriegsleute in Finnland sowie zum Reichsrat. Horn wurde 1570 die Verteidigung Finnlands befohlen, 1571 war er bereits Oberster Kriegsrat und 1572 Statthalter von Viborg. Seine Befehlsgewalt wurde 1573 ausgedehnt und er nahm auch 1574 an den Friedensverhandlungen mit den Russen teil. Seit 1574 war er erneut Statthalter von Reval und konnte gemeinsam mit seinem Sohn der Belagerung 1577 durch die Russen standhalten. Hiernach wurde er selben Jahres erst Lagman, dann Gouverneur und noch einmal Feldoberst in Nordfinnland. Da er den erwarteten Entsatz vor Narwa im Herbst 1579 nicht leistete, musste er sich 1581 vor dem Reichsrat verantworten, wurde aber freigesprochen. 1582 war er Gouverneur von Kexholm und 1583 auch von Viborg und Nyslott, 1585 schließlich von Westfinnland. 1586 hat er sich von allen Ämtern zurückgezogen.